# Natacha Atlas
Natacha Atlas (Arabisch: نتاشا أطلس) (Brussel, 20 maart 1964) is een Belgische zangeres en buikdanseres met wortels in Noord-Afrika, het Midden-Oosten en West-Europa. Dit uit zich in een mix van Arabische en westerse invloeden die haar muziek kenmerken.

## Biografie
Natacha Atlas wordt op 20 maart 1964 geboren in de Arabische buurt van Brussel, als dochter van een Marokkaans-Egyptische vader en een Britse moeder. Nadat haar ouders in 1972 scheiden, verhuist Natacha naar Londen. Daar kan ze maar moeilijk haar draai vinden en vraagt zich af wat haar identiteit is. Naarmate ze ouder wordt, realiseert ze zich dat ze twee verschillende identiteiten met zich meedraagt: een Arabische en een westerse.

## Carrière
Na de middelbare school komt Natacha terecht in de theaterwereld en speelt ze in verschillende musicals. In Arabische en Turkse nachtclubs en restaurants treedt ze op als zangeres en buikdanseres.
Wanneer ze in 1990 besluit terug te keren naar Londen, komt ze in contact met de muzikant Neil Sparkes. Samen met drie anderen richten ze eind 1991 de groep Transglobal Underground op. Het wordt de eerste groep die techno en wereldmuziek met elkaar weet te mengen. In 1995 brengt Natacha Atlas, in samenwerking met Transglobal Underground, haar eerste soloplaat uit: Diaspora. Een jaar later volgt Halim, dat ze opdraagt aan de Egyptische koning van het Arabische levenslied, Abdel Halim Hafez (1927-1977). Van het laatstgenoemde album werd het nummer ‘Gafsa’ gebruikt voor de Zuid-Koreaanse cultfilm Bin-jip (2004), die geregisseerd werd door Kim Ki-duk.

### De grote doorbraak
Hoewel haar bekendheid inmiddels is toegenomen, komt Natacha’s grote succes pas in 1999, wanneer zij haar derde cd uitbrengt. Van dit album, Gedida, worden alleen al in Frankrijk honderdduizend exemplaren verkocht. De verkoopcijfers overtreffen die van de vorige twee platen samen. Van de single Mon Amie La Rose gaan 130.000 exemplaren over de toonbank. Op het prestigieuze Franse muziekgala Victoires de la Musique wint ze vervolgens de prijs in de categorie ‘Beste zangeres’. Door dit succes besluit de zangeres Transglobal Underground te verlaten.

### Een verandering in stijl
In 2000 vertrekt Natacha naar Caïro. Een jaar later komt ze met Ayeshteni, waarvoor ze zich liet inspireren door Arabische artiesten als Umm Kulthum, Fairuz en Abdel Halim Hafez. Hoewel ze destijds naar eigen zeggen muziek met haar ziel maakt, krijgt ze behoefte aan muziek die haar rustig maakt. Foretold in the Language of Dreams is het resultaat daarvan. Voor deze plaat, die gevuld wordt met een kalme sound en gesproken teksten, werkt Natacha samen met Marc Eagleton. Na het verschijnen ervan noemt Natacha het een van de makkelijkste albums die ze ooit opnam. Tegelijkertijd beschouwt ze het als haar beste werk tot dan toe, omdat het de functie heeft om de luisteraar te kalmeren en terug te laten komen op aarde.

### Gastvocaliste
Naast haar werk als soloartieste werkt(e) Natacha als gastvocaliste onder meer samen met de Ierse zangeres Sinéad O’Connor, de Franse componist Jean-Michel Jarre, de Indiase muzikant Nitin Sawhney, het Marokkaanse duo Sawt El Atlas, de Algerijnse zanger Abdel Ali Slimani en de Libanese rapper Clotaire K. Ook maakt ze in 2006 de single Persia met Art Of Trance.

### Strange Days
In september 2019 verscheen het langverwachte album Strange Days.

## Concerten
Natacha trad meermaals in Nederland op. Zowel in 2008 als in 2010 gaf ze een concert in de Melkweg. Daarnaast stond ze op verschillende festivals op het podium.

## Privéleven
In 1999 trouwde Natacha met de Syrische qanunspeler Abdullah Chhadeh, van wie ze in 2005 scheidde. Momenteel heeft de zangeres een relatie met de Egyptische violist Samy Bishai, met wie ze in 2010 het album Mounqaliba maakte.

## Discografie
- Diaspora (1995)
- Halim (1997)
- Gedida (1999)
- The Remix Collection (2000)
- Ayeshteni (2001)
- Foretold in the Language of Dreams (2002) (als The Natacha Atlas & Marc Eagleton Project)
- Something Dangerous (2003)
- The Best of Natacha Atlas (2005)
- Mish Maoul (2006)
- Ana Hina (2008)
- Mounqaliba (2010)
- Mounqaliba - Rising: The Remixes (2011)
- Expressions - Live in Toulouse (2013)
- Myriad Road (2015)
- Strange Days (2019)

- Bibsys: 7074151
- Biblioteca Nacional de España: XX1011545
- Bibliothèque nationale de France: cb13980119g (data)
- Gemeinsame Normdatei: 134953258
- International Standard Name Identifier: 0000 0000 7839 7280
- Library of Congress Control Number: no99066127
- MusicBrainz: 5b86eefc-f3b2-4b91-8161-c505869fb17f
- Nationale Bibliotheek van Tsjechië: xx0014590
- Nationale Bibliotheek van Israël: 987007327645605171
- Réseau des bibliothèques de Suisse occidentale: 02-A005672286
- Système universitaire de documentation: 142853410
- Virtual International Authority File: 85393851
- WorldCat: E39PBJj8MGYVkPYXCcctBmM773